# Rally de La Coruña de 1998
El Rally de La Coruña de 1998, oficialmente 16.º Rallye Internacional de La Coruña, fue la decimosexta edición, la quincuagésimo segunda cita de la temporada 1998 del Campeonato de Europa de Rally y la décima de la temporada 1998 del Campeonato de España de Rally. Se celebró del 17 al 18 de octubre y contó con un itinerario de 226 km cronometrados.

## Clasificación final
| Pos. | Piloto                | Copiloto             | Automóvil                   | Tiempo  | Diferencia |
| ---- | --------------------- | -------------------- | --------------------------- | ------- | ---------- |
| 1.   | Manuel Muniente       | José Vicente Medina  | Peugeot 306 Maxi            | 2:29:38 | 0.0        |
| 2.   | Luis Climent          | Álex Romaní          | Renault Mégane Maxi         | 2:29:44 | +0:06      |
| 3.   | Javier Azcona         | Inma Vittorini       | Citroën Saxo Kit Car        | 2:34:10 | +4:32      |
| 4.   | Sergio Vallejo        | Diego Vallejo        | Citroën Saxo Kit Car        | 2:35:23 | +5:45      |
| 5.   | Miguel Martínez-Conde | Felipe Alonso        | Mitsubishi Carisma GT Evo V | 2:37:11 | +7:33      |
| 6.   | Germán Castrillón     | Estrella Castrillón  | Mitsubishi Lancer Evo IV    | 2:38:51 | +9:13      |
| 7.   | Antonio Garrido       | José Alfredo Álvarez | Subaru Impreza WRX          | 2:44:51 | +15:13     |
| 8.   | Manuel Senra          | Faustino Suárez      | Peugeot 306 Maxi            | 2:45:01 | +15:23     |
| 9.   | Jon Casais            | Manuel David Tajada  | Citroën Saxo VTS            | 2:49:25 | +19:47     |
| 10.  | Pedro Burgo           | Manuel Castrillón    | Peugeot 106 Rallye          | 2:53:45 | +24:07     |